# Вологі ліси Куби
Вологі ліси Куби (ідентифікатор WWF: NT0120) — неотропічний екорегіон тропічних та субтропічних вологих широколистяних лісів, розташований на Кубі.

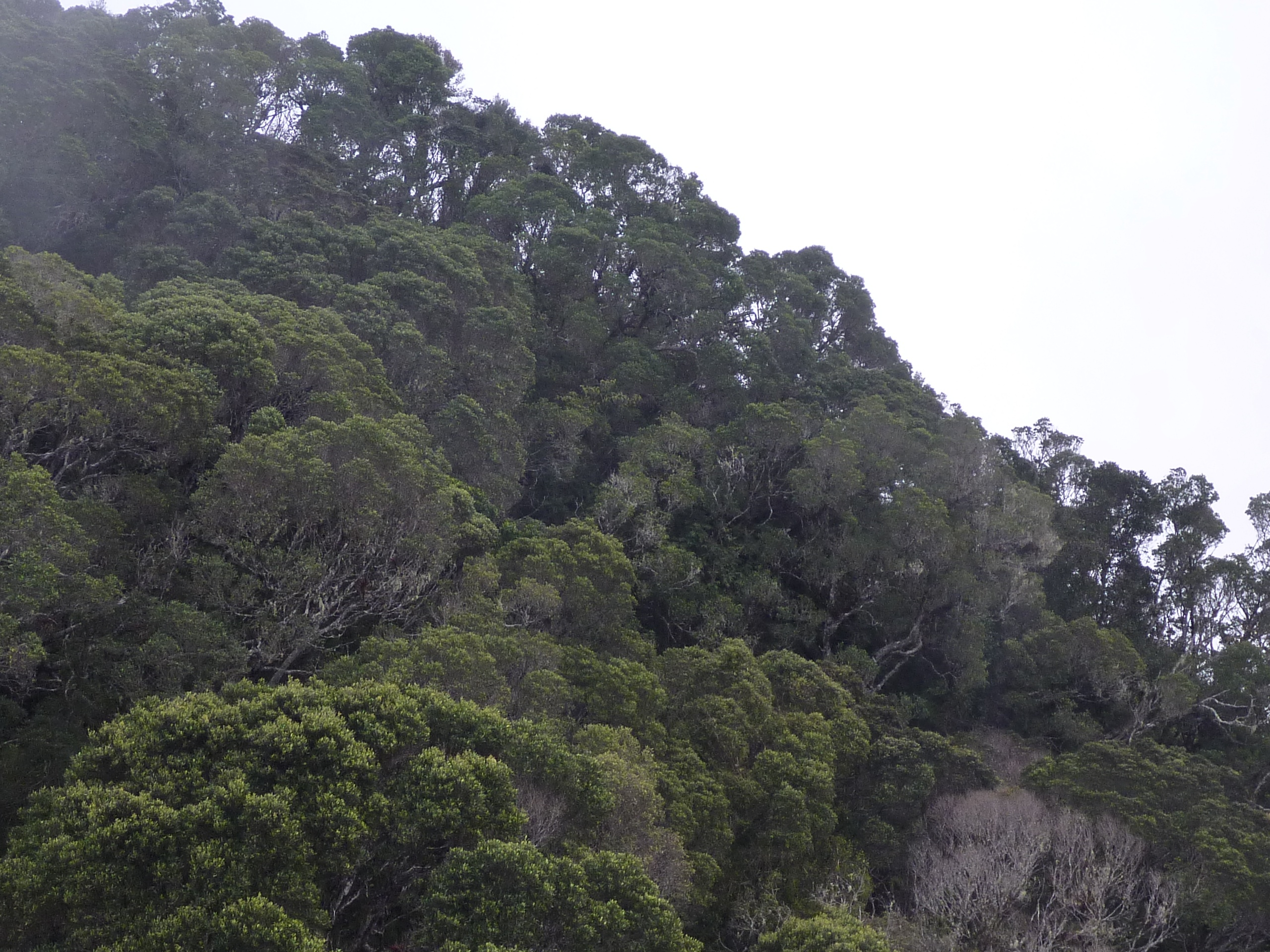
Хмарний ліс у Національному парку Туркіно

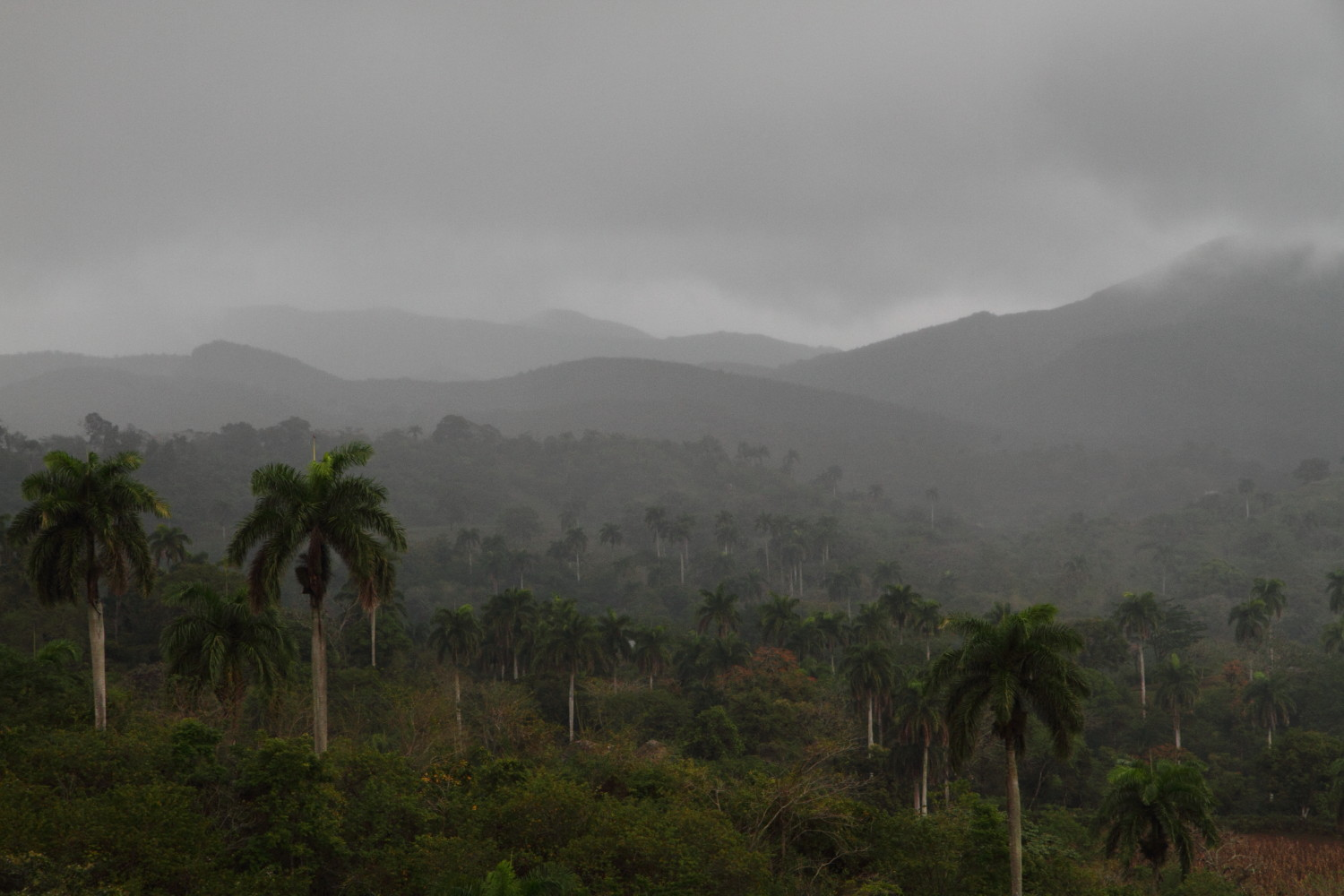
Ландшафт Національного парку Сьєрра-Кристал

## Географія
Екорегіон вологих лісів Куби охоплює близько 20 % Куби — найбільшого острова Карибів, який лежить на південь від Флориди і є частиною групи Великих Антильських островів. Куба простягається на 1250 км із заходу на схід, а її ширина коливається від 30 до 190 км. Її рельєф переважно представлений рівнинами, однак на сході, в центрі та на північному заході Куби розташовані невисокі гірські масиви.
Вологі ліси Куби представлені низкою ізольованих ділянок, розташованих в горах і передгір'ях острова. На заході Куби вологі ліси зустрічаються в гірських масивах Сьєрра-дель-Росаріо та Сьєрра-де-лос-Органос, які складають гори Гуанігуаніко, а також у нагір'ї Бехукаль-Мадруга-Колізео. В центральній частині острова вологі ліси зустрічаються в горах Ескамбрай, Сьєрра-де-Хатібоніто, Сьєрра-де-Кубітас та Сьєрра-де-Нахаса. Найбільші масиви вологих лісів зустрічаються на сході Куби, в горах Сьєрра-Маестра (найвищих горах Куби, вершиною яких є гора Піко-Туркіно заввишки 1974 м), горах Ніпе-Сагуа-Баракоа та горах Сьєрра-Кристал, а також на північно-східному узбережжі острова, між мисами Практікос та Мулас. Крім того, ділянки вологих лісів зустрічаються в горах Сьєрра-де-ла-Каньяда на півдні острова Ісла-де-ла-Хувентуд, другого за площею острова Республіки Куба, розташованого на південь від Куби, та у деяких частинах архіпелагу Хардінес-дель-Рей, що простягається вздовж північного узбережжя Куби, зокрема на островах Фрагосо, Романо та Сабіналь.
Рельєф екорегіону переважно представлений гірськими та горбистими районами, розташованими на висоті понад 200 м над рівнем моря. З геологічної точки зору в горах регіону переважають кварци, вапняки та серпентиніти. У горах Гуанігуаніко, Сьєрра-Кристал та Сьєрра-де-ла-Каньяда вологі гірські ліси перемежовуються ділянками соснових лісів Куби, а в низинах вони переходять у сухі ліси Куби.

## Клімат
На низьких висотах екорегіону переважає саванний клімат (Aw за класифікацією кліматів Кеппена), у високогір'ях — мусонний клімат (Am за класифікацією Кеппена) або високогірний субтропічний клімат (Cfb за класифікацією Кеппена), а на північному сході Куби — екваторіальний клімат (Af за класифікацією Кеппена). Середньорічна кількість опадів в регіоні перевищує 2000 мм.

## Флора
В межах екорегіону зустрічаються різні рослинні угруповання, розподіл яких залежить від кількості опадів, ґрунтів та висоти над рівнем моря. Залежно від висоти над рівнем моря на Кубі виділяють три основні типи вологих тропічних лісів: низинні дощові ліси, поширені на висоті до 400 м над рівнем моря, передгірські дощові ліси, поширені на висоті від 400 до 800 м над рівнем моря та гірські хмарні ліси, поширені на висоті понад 800 м над рівнем моря.
Низинні дощові ліси поширені в долинах річок, що стікають до північно-східного узбережжя Куби, між містами Маярі та Баракоа, на висоті від 200 до 400 м над рівнем моря. Тут переважають червоні ґрунти, що перекривають кременисті та основні магматичні породи. Дощові ліси складаються з трьох ярусів, а їх лісовий намет розташований на висоті 40 м над землею. Верхній ярус включає широколисте агуакатільйо (Alchornea latifolia), гвіанське крабове дерево (Carapa guianensis) та валенсуельську манілкару (Manilkara valenzuelana), другий ярус — карибську хурму (Diospyros caribaea), пишноцвіту окотею (Ocotea floribunda), лавролисту оксандру (Oxandra laurifolia), малу магнолію (Magnolia minor), різні види терміналій (Terminalia spp.) та фікусів (Ficus spp.), а нижній — різноманітні деревоподібні папороті, а також різні представники родин Миртові (Myrtaceae) та Меластомові (Melastomataceae). Дерева у дощових лісах рясно вкриті різноманітними папоротями та іншими епіфітами, багато з яких зустрічаються лише у низинних дощових лісах. Серед таких видів слід відзначити вест-індійський оленячий язик (Elaphoglossum crinitum), членисту олеандру (Oleandra articulata), фарбувальну колумнею (Columnea tincta) та повислу психотрію (Psychotria pendula). Серед пальм, поширених у низинних дощових лісах, слід відзначити перисту каліптроному (Calyptronoma plumeriana), гірську пальму (Prestoea acuminata var. montana) та кубинський бактріс (Bactris cubensis). Також у цих лісах зустрічаються різні види геліконій (Heliconia spp.) та різноманітні епіфітні мохи й печіночники. За останні століття значна частина низинних дощових лісів була знищена та перетворена на плантації какао і кави.
Передгірські та гірські дощові ліси поширені в горах Сьєрра-Маестра і Сьєрра-де-Іміас на сході Куби та в горах Сьєрра-дель-Ескамбрай у центральній частині острова, переважно на висоті від 400 до 800 м над рівнем моря. Лісовий намет в них розташований на висоті 30 м над землею. Два яруси у гірських дощових лісах складають дерева, а нижній ярус — чагарники. Верхній ярус включає широколисте агуакатільйо (Alchornea latifolia), голівчасту бухенавію (Buchenavia capitata), гуаттерію Блейна (Guatteria blainii), флоридську лікарію (Licaria triandra), великолисту табебую (Tabebuia hypoleuca) та карибську фагару (Zanthoxylum caribaeum), а другий ярус — лінійний аміріс (Amyris lineata), вест-індійську лавровишню (Prunus myrtifolia), мірикоподібну дітту (Ditta myricoides), лавролисту оксандру (Oxandra laurifolia), шкірясту мірсину (Myrsine coriacea), кубинську гордонію (Gordonia curtyana) та різні види окотей (Ocotea spp.) і ногоплідників (Podocarpus spp.). В чагарниковому ярусі переважають деревоподібні папороті та різноманітні представники родин Меластомові (Melastomataceae), Миртові (Myrtaceae) та Маренові (Rubiaceae). Також у гірських дощових лісах поширені різноманітні епіфіти.
Особливий різновид гірських дощових лісів зустрічається в горах Сьєрра-де-Ніпе, Сьєрра-Кристал, Кучільяс-де-Моа, Кучільяс-дель-Тоа та Кучільяс-де-Баракоа на північному сході Куби, в районах, де переважають червоноземні ґрунти. Ці гірські дощові ліси складаються з двох деревних ярусів, а лісовий намет в них розташований на висоті 20 м над землею. Серед дерев, поширених у цих лісах, слід відзначити корисний калофіллум (Calophyllum utile), кубинську гуаттерію (Guatteria cubensis), кристальську магнолію (Magnolia cristalensis), сумнівну табебую (Tabebuia dubia), карибську фагару (Zanthoxylum caribaeum) та кубинський бактріс (Bactris cubensis).
Гірські хмарні ліси поширені в горах Сьєрра-дель-Ескамбрай та Сьєрра-Маестра, на висоті понад 800-1000 м над рівнем моря. Вони складаються з двох деревних ярусів, а лісовий намет в них розташований на висоті 20 м над землею. Серед дерев, поширених у верхньому ярусі гірських хмарних лісів, слід відзначити болотяну циріллу (Cyrilla racemiflora), кубинську магнолію (Magnolia cubensis), незвичайну персею (Persea anomala) та вузьколисту гордонію (Gordonia angustifolia), а серед дерев, поширених у другому ярусі, — яйцелисту клейру (Cleyera nimanimae), фрезьєру Гризебаха (Freziera grisebachii), верболистий хеніантус (Haenianthus salicifolius), клинувату торральбасію (Torralbasia cuneifolia), туркінський яловець (Juniperus saxicola) та різні види ліоній (Lyonia spp.). Для хмарних лісів характерна велика кількість епіфітів, мохів та папоротей, наземних орхідей та епіфітних плаунів. Особливий різновид гірських хмарних лісів зустрічається в районах, де переважають серпентінові ґрунти.
Вологі ліси Західної Куби демонструють флористичні зв'язки з лісами Флориди та Юкатану. Вони характеризуються високим рівнем ендемізму, який особливо виражений в горах Сьєрра-де-лос-Органос і Сьєрра-дель-Росаріо та на плато Кахальбана. Вологі ліси Центральної Куби характеризується тісними зв'язками з лісами північної частини Південної Америки. Рівень ендемізму в цих лісах відносно низький, хоча в горах Гуамухая (західній частині гір Сьєрра-де-Ескамбрай) зустрічаються деякі ендемічні види пальм коперніцій (Copernicia spp.). Вологі ліси Східної Куби демонструють флористичні зв'язки з лісами острова Гаїті, і, як і ліси Західної Куби, характеризуються високим рівнем ендемізму. Вологі гірські ліси, поширені в горах Сьєрра-Маестра та Ніпе-Сагуа-Баракоа на сході Куби, вирізняються найвищим флористичним різноманіттям у всьому Карибському регіоні.

## Фауна
Орнітофауна екорегіону нараховує близько 250 видів птахів. Серед птахів, поширених у вологих лісах Куби, слід відзначити пурпуровошийого голуба (Patagioenas squamosa), бурого голубка (Geotrygon montana), неоарктичного яструба (Accipiter striatus), американського боривітра (Falco sparverius), темну сову (Asio stygius), золотистого декола (Colaptes auratus), багамську гілу (Melanerpes superciliaris), кубинського колібрі-смарагда (Riccordia ricordii), темноголового тирана (Tyrannus caudifasciatus), карибського піві (Contopus caribaeus), кубинського копетона (Myiarchus sagrae), чорновусого віреона (Vireo altiloquus), карибського дрозда (Turdus plumbeus), антильську танагру (Spindalis zena) та бірюзову танагру-медоїда (Cyanerpes cyaneus).
Більшість ендемічних птахів Куби зустрічаються як в сухих, так і у вологих тропічних лісах по всьому острову. Серед таких птахів слід відзначити кубинського колібрі-бджолу (Mellisuga helenae) — найменшого птаха світу, що важить лише 2 грами, а також синьоголового голубка (Starnoenas cyanocephala), кубинського тако (Coccyzus merlini), кубинського дрімлюгу (Antrostomus cubanensis), кубинського яструба (Astur gundlachi), кубинську сплюшку (Margarobyas lawrencii), кубинського сичика-горобця (Glaucidium siju), кубинського трогона (Priotelus temnurus), кубинського тоді (Todus multicolor), кубинського дятла (Xiphidiopicus percussus), кубинського амазона (Amazona leucocephala), кубинського аратингу (Psittacara euops), кубинського віреона (Vireo gundlachii), кубинську ворону (Corvus nasicus), жовтоголову ситівку (Teretistris fernandinae), сіроголову ситівку (Teretistris fornsi), кубинського трупіала (Icterus melanopsis), рудоплечого еполетника (Agelaius humeralis), кубинського трупіала-чернеця (Ptiloxena atroviolacea), чорну вівсянку (Melopyrrha nigra) та кубинського потроста (Phonipara canora). Білолобі голубки (Geotrygon caniceps) та кубинські солітаріо (Myadestes elisabeth) зустрічаються майже виключно у вологих лісах екорегіону. Ендемічні кубинські шуляки (Chondrohierax wilsonii) раніше зустрічалися на більшій частині Куби, однак наразі збереглися лише у дощових лісах на північному сході острова, тоді як триколірні ари (Ara tricolor) повністю вимерли у XIX столітті.
Більшість ссавців, поширених на Кубі, — це рукокрилі, зокрема майже ендемічні кубинські квіткові листоноси (Phyllonycteris poeyi) та кубинські листокрили (Phyllops falcatus). Серед наземних ссавців, поширених у вологих лісах екорегіону, слід відзначити кубинську хутію (Capromys pilorides), чіпкохвосту хутію (Mysateles prehensilis) та чорнохвосту хутію (Mesocapromys melanurus). Ендеміками екорегіону є дуже рідкісні кубинські щілинозуби (Atopogale cubana), які живуть лише в гірських дощових лісах на північному сході Куби.

## Збереження
Близько 70 % вологих лісів Куби були знищені та перетворені на сільськогосподарські угіддя. Основними загрозами для збереження природи регіону є вирубка лісів, розширення плантацій какао та кави, видобуток корисних копалин, зокрема вугілля, тиск з боку скотарства та туризму, а також поширення інтродукованих видів тварин, що загрожують місцевим видам. Складний рельєф регіону робить деякі території менш придатними для сільського господарства, тому вологі ліси Куби постраждали менше, ніж сухі ліси.
Оцінка 2017 року показала, що 3486 км², або 17 % екорегіону, є заповідними територіями. Природоохоронні території включають: Національний парк Туркіно, Національний парк Сьєрра-Кристал, Національний парк імені Александра Гумбольдта, Національний парк Десембарко-дель-Гранма та Біосферний заповідник Сьєрра-дель-Росаріо. У 1999 році Національний парк Десембарко-дель-Гранма був внесений до списку Світової спадщини ЮНЕСКО. У 2001 році до цього ж списку був включений Національний парк імені Александра Гумбольдта.